# Marcel Serierse
Marcel Serierse (* 16. Juli 1962 in Rotterdam) ist ein niederländischer Jazz- und Fusionmusiker (Schlagzeug, Perkussion, auch Kontrabass).

## Leben und Wirken
Serierse stammt aus einer Musikerfamilie. Sein Vater Koos Serierse war als Jazzmusiker tätig, seine Tochter Anna Serierse ist Sängerin. Ab seinem sechsten Lebensjahr spielte er Schlagzeug. Nach seiner Schulausbildung in der Werkplaats Kindergemeenschap in Bilthoven studierte er klassischen Schlagwerk-Unterricht am Rotterdams Conservatorium. und schloss 1984 das Studium  mit Auszeichnung ab. 1985 setzte er seine Studien in New York bei Steve Gadd und Mel Lewis fort. Bereits während seiner Studienzeit war er als Schlagzeuger in der Bigband von Rob Madna und der europäischen Jugend-Bigband Eurojazz aktiv. während einer Europatournee mit dieser Band erhielt er 1983 den Wessel-Ilcken-Preis.
Serierse begleitete zunächst Laura Fygi und trat mit dem Rosenberg Trio auf. Mit beiden Formationen entstanden Alben. Gemeinsam mit seinem Vater Koos Serierse und dem Pianisten Hans Vroomans veröffentlichte er 1993 das Jazzalbum We Love Music. 1990, 1992 und 1994 wurde Serierse von den Lesern der Zeitung Slagwerkkrant zum besten Fusion-Schlagzeuger der Benelux-Länder gewählt.
2003 trat Serierse beim North Sea Jazz Festival sowohl mit Fygi als auch im Quartett des Posaunisten Ilja Reijngoud auf, mit dem er auch später intensiv zusammenarbeitete. Im selben Jahr wurde Serierse Mitglied des Jazz Orchestra of the Concertgebouw, mit dem er im Bimhuis und im Concertgebouw auftrat. Ab 2004 gehörte er zur Band von Tineke Postma. Ab 2005 war er ständiger Schlagzeuger des Quintetts von Tom Beek. 2006 spielte er im Quartett von Jasper van ’t Hof (The Yellow House).
Für die EP Telegrams, die 2020 veröffentlicht erschien, arbeitete Serierse, der auf der Aufnahme nicht nur Schlagzeug, sondern auch Kontrabass spielte, mit dem Gitarristen Tim Langedijk zusammen. Weiterhin arbeitete er als Studiomusiker und spielte mit Chaka Khan, Bob Brookmeyer, Toots Thielemans, Michel Petrucciani und Al Jarreau. Er ist auch auf Alben von Bart van Lier, Batida, Boy Commandos, Equinox, North Sea Jazz Tentet, Ruud Breuls – Simon Rigter Quintet, The Dutch Jazz Orchestra, der NDR Bigband sowie Three in One zu hören.
Serierse unterrichtet Jazz am Conservatorium van Amsterdam.